# Mukoepitheliale hereditäre Dysplasie
Die Mukoepitheliale hereditäre Dysplasie oder Urban-Schosser-Spohn-Syndrom ist eine seltene angeborene Erkrankung mit bereits in der Kindheit einsetzenden Schleimhautdefekten. Die Erkrankung kann als Form einer Ektodermalen Dysplasie angesehen werden.
Die Bezeichnung bezieht sich auf die Erstbeschreibung von 1991 durch M. D. Urban und Mitarbeiter.

## Vorkommen
Die Häufigkeit ist nicht bekannt, die Vererbung erfolgt autosomal-dominant.

## Ursache
Der Erkrankung liegen Mutationen im SREBF1-Gen auf Chromosom 17 Genort p11.2 zugrunde.
Mutationen in diesem Gen finden sich auch beim Dermotrichie-Syndrom Typ 2.

## Klinische Erscheinungen
Bereits im frühen Kindesalter treten Schleimhautdefekte in Mund, Nase, Bindehaut, am Hals, in der Vagina, perineal, in der Harnröhre und Harnblase auf.
Es kommt zur Katarakt, Erblindung, Alopezie ohne Narbenbildung, follikulärer Keratose.